# 야마토촌 (야마나시현)
야마토촌(大和村)은 야마나시현 히가시야마나시군에 설치되었던 촌이다. 현재의 고슈시에 해당한다.
2004년 11월 1일에 엔잔시, 가쓰누마정과 합병해 고슈시가 성립해 가쓰누마정은 폐지되었다. 

## 지리
현 중동부, 군 남서단, 고후 분지의 최동단에 위치. 히강 유역의 산촌야마나시 현을 동서로 나누어 고후 분지를 가리키는 국중과 현 동부 산간부를 가리키는 군내 지방의 중간에 위치한다.

## 역사
- 1941년 2월 11일 - 하지카노촌, 쓰루제촌, 히가시야쓰시로군 히카게촌, 다노촌, 도쿠사촌이 합병해 성립하였다.
- 2005년 11월 1일 - 엔잔시, 가쓰누마정과 합병해 고슈시가 되었다. 동일 야마토촌은 폐지되었다.

## 교통

### 철도
- 동일본 여객철도 주오 본선

### 도로
- 주오 자동차도 (가이야마토 나들목)
- 국도 제20호선